# Galveston-orkanen (1900)
Galveston-orkanen 1900 ramte den 8. september 1900 øen med byen Galveston, og denne naturkatastrofe er fortsat den mest ødelæggende og dødelige, som USA har været udsat for, selv efter Katrina.

## Navn
Siden skikken med at give orkaner egen identifikation gennem personnavne først blev indledt i 1950-erne, har orkanen navn efter det første kendte sted, hvor den ramte land. Orkanen er også blevet omtalt som Great Galveston Hurricane, og særlig i ældre dokumenter som The Galveston Flood. Lokalt er den også blevet omtalt til The Great Storm eller The 1900 Storm.

## Oprindelse
På den tid var der begrænset vejrovervågning, og til søs foregik dette hovedsagelig gennem observationer fra skibe. Det er usikkert, hvor orkanen opstod, og hvilke områder, den kan have nået før, den nåede kysten af USA. Det hersker derfor stor usikkerhed med hensyn til eventuelle ødelæggelser, den kan have medført i Karibien. Men det antages, at den opstod som en tropisk bølge fra vestkysten af Afrika. Den første sikre observation skete den 27. august cirka 1.600 km øst for Windwardøerne, da et skib rapporterede om "usikkert vejr".
Stormen passerede Leewardøerne den 30. august, sandsynligvis som et tropisk lavtryk ud fra målinger af atmosfærisk tryk på Antigua. Tre dage senere meldte Antigua om et kraftig tordenvejr, efterfulgt af stille, varmt og fugtigt vejr. Den 1. september meldte det amerikanske National Weather Service om "storm of moderate intensity (not a hurricane)" ("storm med moderat intensitet (ikke en orkan)") sydøst for Cuba. Over Cuba medførte vejrdannelsen et kraftig regnvejr og senere over det sydlige Florida som tropisk "storm eller svag orkan".
Den 6. september blev det rapporteret, at stormen passerede nord for Key West og i de tidlige morgentimer fredag den 7. september, New Orleans-kontoret til Weather Bureau office rapporterte om store ødelæggelser langs kysten af Louisiana og Mississippi. Nærmere detaljer om dette blev ikke kendt, da stormen nedrev telegraflinjer og derved afbrød datidens muligheder for kommunikation. The Weather Bureaus hovedkontor i Washington, DC beordrede stormvarsler at blive sendt fra Pensacola i Florida til Galveston.
Om eftermiddagen den 7. september blev der observeret store havbølger fra sydøst i den Mexicanske Golf og der trak store skyer ind fra nordøst. Begge disse fænomener er indikationer på en orkan fra øst. Weather Bureau office i Galveston hejste det dobbelte firkantflag, som er varselflag for orkaner således, at orkanvarsel derved blev sendt ud. Det amerikanske skib Louisiana mødte orkanen kl 13.00 samme dag efter at have forladt New Orleans, og kaptajn Halsey anslog vindstyrken til at være omkring 100 mph (160 km/t), hvilket ville have modsvaret en kategori 2 orkan efter nutidens Saffir–Simpson-skala.

## Galveston
På denne tid var byen Galveston en blomstrende by med 42.000 indbyggere. Byen var Texas' naturlige havn mod den Mexicanske Golf, og dette gjorde byen til den største i Texas og den tids vigtigste handelscenter. Byens stærke position og voksende rigdom førte også til en vis form for selvtilfredshed, hvorfor byen ikke havde været god nok til at tage sine forholdsregler i forhold til en sådan naturkatastrofe. Efter, at byen blev etableret i 1839, havde den været udsat for flere storme, men klaret sig godt gennem dem. Der havde tidligere været stemmer, som tog til orde for at bygge et beskyttende dige mod havet, men dette blev af mange anset som unødvendigt og ikke gennemført. Imidlertid havde byudviklingen gjort området mere sårbart mod storm, da beskyttende klitter langs kysten blev fjernede for at opfylde lavere liggende områder i byen.
Tidlig om morgenen den 8. september slog høje bølger ind med stærk vind mod Galveston og ved formiddagen lå lavere liggende områder under vand, mens vinden stadig voksede i styrke. Vinden var så stærk, at den ikke kunne måles, da byens anemometer blæste ned, på dette tidspunkt havde det målt en vindstyrke på 160 km/t.
På denne tid var byens højeste punkt blot 2,7 meter over havet. Orkanen førte imidlertid til en stormflod på over 4,5 meter, som skyllede over hele øen. Stormfloden rev bygninger af fundamenterne og bølgende slog dem i småstykker. Mere end 3.600 hjem blev ødelagt og en væg af vraggods flød i vandet. Blot få bygninger overlevede, hovedsagelig solide herskabshuse og andre centrumsbygninger i Viktoriansk stil, og dette gør i dag dette område til en af byens vigtigste turistattraktioner.

## Styrke
Orkanen havde, da den ramte land, en styrke på 217 km/t, hvilket gør den til en kategori 4 orkan på Saffir-Simpson-skalaen. Orkanens øje passerede over byen omkring kl 20.00. Det laveste lufttryk blev målt til 964.4 hektopascal, og dette var så lavt, at det blev antaget, at det var en fejlmåling. Dagens beregninger har anslået, at det laveste tryk var på 936 hPa.

## Virkninger
Da vinden løjede af, var byen ødelagt og skønsvis mellem 6.000 og 8.000 mennesker var døde, skønnene går helt op til 12.000
Eftersom både telegraflinjer og broerne til fastlandet var ødelagte, tog det tid, før omfanget af katastrofen nåede omverdenen. Klokken 11.00 næste dag formåede den af de få både fra Galveston havn, som havde overlevet katastrofen Pherabe, at nå frem til Texas City lige vest over på den andre side af Galveston-bugten på fastlandet med seks mennesker ombord, og kunne varsle Texas' guvernør Joseph D. Sayers og USAs præsident William McKinley. De anslog i meldingen, at omkring 500 var døde, hvilket da blev anset for at være en overdrivelse.
I Houston var man opmærksom på at det havde været en ødelæggende storm og forberedte hjælpearbejde. Hjælpearbejdere blev sendt til øen umiddelbart og fandt til deres overraskelse øen fuldstændig raseret, og omkring 20 % af øens befolkning omkommet. De fleste var druknet eller blevet knust af vraggods fra det, som blot timer tidligere havde været deres hjem. Mange af de, som overlevede selve stormen, døde i dagene, som fulgte, mens de sad indespærrede i ruinerne. Redningsmandskaberne kunne høre skrigene fra indespærrede, mens de prøvede at redde dem, som var muligt, før de døde. Yderligere 30.000 blev hjemløse som følge af orkanen.
Det var for mange døde, hvorfor det blev umulig at give alle en ordentlig begravelse hurtigt nok. Det blev derfor først forsøgt at dumpe de døde i havet, men disse blev skyllet op igen på strandene. Der blev derfor tændt store bål for at kremere de døde på åbne bål, men belastningen for både hjælpemandskaberne og ikke mindst de nærmeste pårørende som måtte være med på at selv lægge sine egne døde på bålet var enorme. Myndighederne uddelte gratis whisky til mandskaberne.
Efter stormen blev der i perioden 1902-1904 bygget et 16 km lang dige og byen blev i perioden 1904-1910 hævet 5-6 meter bag diget og ned til rundt en meter ved bugten.

## Orkanens videre vandring
Samme nat ændrede vindretningen sig mod øst, og der efter mod sydøst eftersom orkanens øje begyndte at bevæge sig over Galveston-øen lige vest for byen. Omkring kl 23.00 gik vindens i sydlig retning og døde ud. Den følgende morgen var klar, og en vind på 30 km/t mødte de overlevende.
Stormen vandrede mod Oklahoma, og derfra fortsatte den over De store søer med fortsat en vindstyrke, som i Milwaukee i Wisconsin blev målt til omkring 65 km/t. Den skabte en del problemer før, at den passerede videre nord for Halifax i Nova Scotia 12. september 1900. Derfra forsvandt den ind i det nordlige Atlanterhav, hvor den forsvandt fra observationer efter at have ødelagt en skonnert-flåde, som fiskede ved kysten af Newfoundland og Labrador i Canada.
Også New York City mærkede stormen, da udkanten af den nåede byen den 12. september med en vindstyrke på omkring 100 km/t. The New York Times meldte om en fodgænger, som blev dræbt momentant af en skiltstang, som ramte ham, mens to andre blev slået bevidstløse. Dele fra bygninger løsnede og blev taget med af vinden, blandt andet blev tagdækningen på byens hovedbrandstation revet af. Mindre både i havnen fik problemer, og høje bølger og stærke strømme i Hudsonfloden gjorde navigering vanskelig.